# Maximilian Stoll
 (avril 2023).
Pour les articles homonymes, voir Stoll.
Maximilian Stoll est un médecin, né à Erzingen, en Souabe, le 12 octobre 1742, mort à Vienne le 22 mars 1788.

## Biographie
Il suit des études littéraires au collège des jésuites de Rottweil et s’était distingué de manière à faire désirer vivement à ses maîtres de le voir s’engager dans leur ordre. Ils l’y attirèrent en effet, et il entra dans la société en 1761. Il acheva ses études à Ingolstadt, et peu après fut nommé professeur d’humanités à l’université Hall en Tyrol. 
Stoll trouva le moyen de perfectionner et de faciliter l’enseignement des langues grecque et latine ; ce fut un titre de défaveur près de ses supérieurs, et on le punit de ses tentatives progressistes en le reléguant dans un collège moins important. Il obéit et se serait résigné si un jésuite qui avait de l’affection pour lui ne lui eût révélé en mourant quelques articles secrets des constitutions de leur société, qui le décidèrent à quitter la robe. 
Après avoir suivi pendant une année, à Strasbourg, les leçons de la Faculté de médecine, il se rendit à Vienne, où il fut reçu docteur en 1772. Le gouvernement l’envoya aussitôt en Hongrie, où les maladies épidémiques faisaient de grands ravages. De retour à Vienne, il fut chargé par Stoerk de suppléer Dehaen, auquel il succéda dans la chaire de médecine clinique. 
Ce fut l’époque du plus grand éclat de cette célèbre école. Une mort prématurée enleva Stoll à ses succès.
Il fut membre des Illuminés de Bavière.

## Œuvres
Ses principaux ouvrages sont : 
- Theses inaugurales medicæ (Vienne, 1772, in-4°) ;
- Partes II rationis medendi in nosocomio practico Vindobonensi (Vienne, 1778, in-8°) ;
- Aphorismi de cognoscendis et curandis febribus (Vienne, 1785, in-8°) ;
- Prælectiones in diversos morbos chronicos (Vienne, 1788, in-8°) ;
- De materia medica practica (Augsbourg, 1788, in-8°).